# Hit Me Hard
Hit Me Hard är en maxisingel med Slagsmålsklubben. Skivan släpptes våren 2004 av skivbolaget Beat That!.
Låten "Hit Me Hard" har varit med på två av Slagsmålsklubbens album, och även spelats flitigt på konserter, men 2005 meddelade gruppen att de helt enkelt tröttnat på låten och vägrar spela den igen.

## Låtlista
1. "Hit Me Hard"
2. "Supermaskinen"
3. "Intresseklubben intecknar"
4. "Alla dessa galaxhjältar"
5. "Kölhalning pågår"